# HSC-26
26ème Escadron d'hélicoptères de combat maritime
Le Helicopter Sea Combat Squadron Twenty Six (HSC-26 ou HELSEACOMBATRON 26), anciennement Helicopter Combat Support Squadron 6 (HC-6), également connu sous le nom de "Chargers", est un escadron d'hélicoptères de combat de l'US Navy de la Base navale de Norfolk exploitant le MH-60S Seahawk. En tant que corps expéditionnaire il fournit des capacités de guerre anti-surface, de ravitaillement vertical, de recherche et sauvetage au combat et de soutien aux Forces spéciales du Naval Special Warfare Command d'un groupe aéronaval.

## Historique

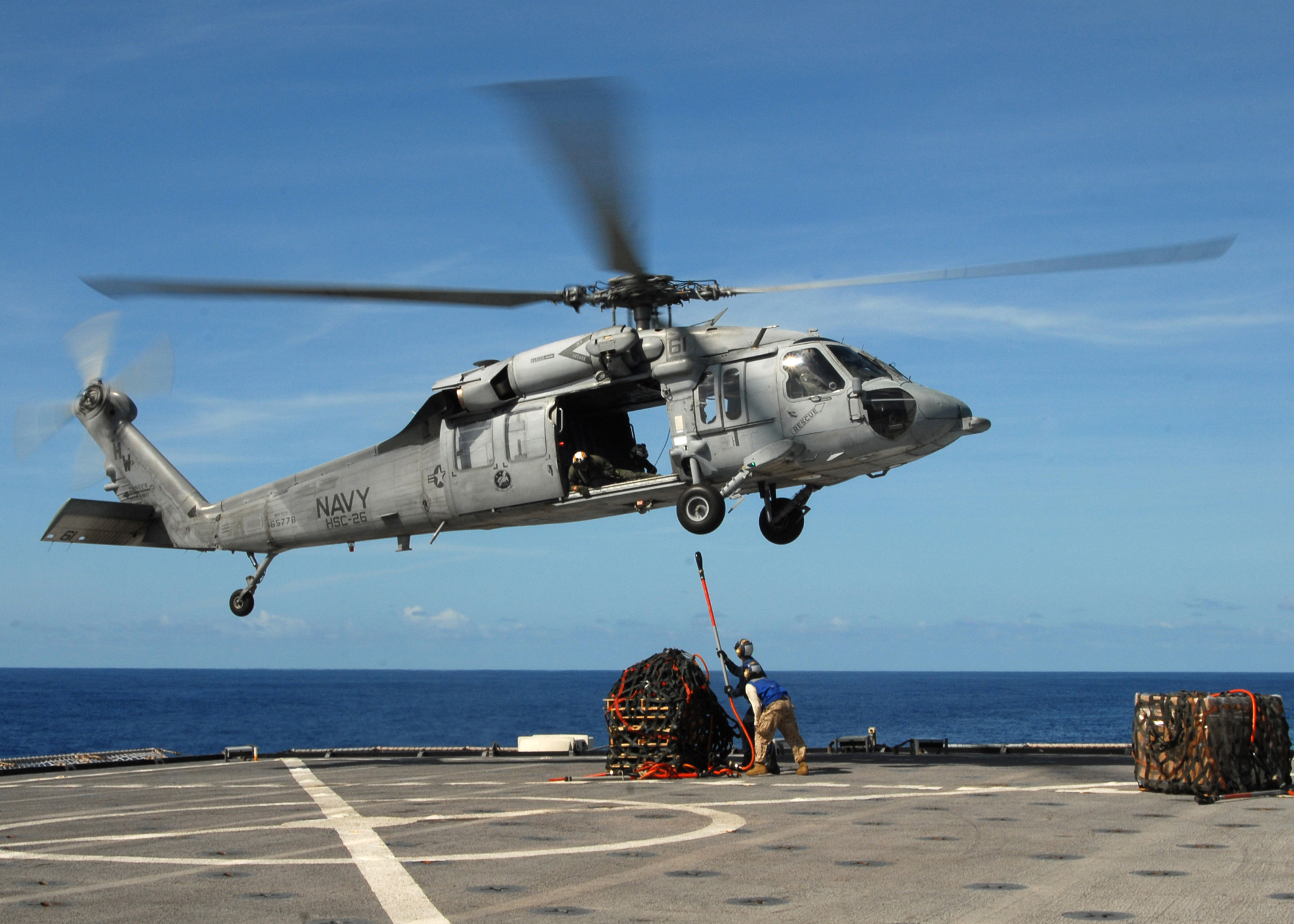
HélicoptèreMH-60S Sea Hawk du HSC-26 sur USS Carter Hall (LSD-50)

### Origine
L'héritage du HSC-26 remonte à la création du Helicopter Utility Squadron Two (HU-2) à la Naval Air Station Lakehurst, New Jersey, en 1948. 
En 1960, le HU-2 a été divisé en deux nouveaux escadrons, créant le HU-4. En 1967, le HU-4 a été renommé Helicopter Combat Support Squadron SIX (HC-6) "Chargers". Son rôle principal était d'assurer la recherche et sauvetage pour la marine. Avec l'introduction du HH-46 Sea Knight à la fin des années 1960, la mission du HC-6 s'est étendue pour inclure le ravitaillement vertical.

### Transition du HC-6
Le 1er avril 2005 l'escadron a été redésigné HSC-26. Depuis, il a participé à de nombreux déploiements dans le monde.  Il est subordonné au commandant du Helicopter Sea Combat Wing, Atlantic  au sein du Naval Air Force Atlantic.
En 2020, le HSC-26 a fourni un soutien indispensable au Air Test and Evaluation Squadron 21 (HX-21 (en)) en testant de manière opérationnelle le système de contre-mesure infrarouge qui fournira une protection renforcée contre les menaces de missiles infrarouges pour les MH-60S de toute la flotte.